# One World Radio
One World Radio este un post de radio din România, cu sediul în București. Postul de radio emite muzică electronică și dance. Rețeaua de radio One World Radio este deținută de trustul media Lagardère.

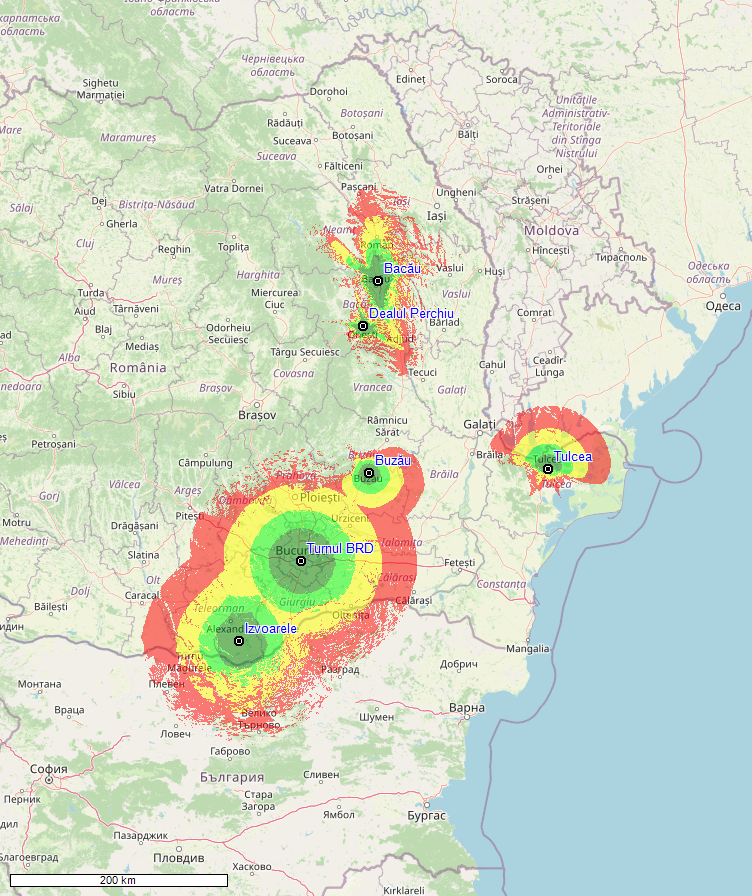
Acoperire aproximativă a semnalului One World Radio în România.
Recepționat de orice receiver în zonă
Recepționat bine de un receiver slab al mașinii
Recepționat bine de un receiver puternic al mașinii / de un receiver slab al mașinii (dar cu probleme)
Recepționat de un receiver puternic al mașinii (dar cu probleme)

     Recepționat de orice receiver în zonă
     Recepționat bine de un receiver slab al mașinii
     Recepționat bine de un receiver puternic al mașinii / de un receiver slab al mașinii (dar cu probleme)
     Recepționat de un receiver puternic al mașinii (dar cu probleme)

## Istoric
Vibe FM s-a lansat în România pe 7 aprilie 2008, având un format tematic dance. Vibe FM a fost lansat pe frecvențele fostului post de radio, Radio Deea. Radioul continuă să funcționeze doar în online.
Pe 27 ianuarie 2015, decizia este finală, Vibe FM va trece formatul de la tematic dance în soft gold. Vibe FM a continuat în formatul dance până în 8 martie 2015, când postul de radio și-a schimbat formatul la soft gold.
CNA a anunțat în data de 14 iunie 2021, schimbarea numelui din frecvențele Vibe FM în orașele Buzău (102.7 FM), Tulcea (90.2 FM), Zimnicea (96.1 FM), Onești (91.1 FM), Bacău (90.6 FM) și de la București (92.1 FM) în One World Radio (prescurtat OWR sau TML OWR) și fiind partener oficial al festivalului Tomorrowland. Astfel, Vibe FM revine în formatul tematic dance și electro.
Din 15 iulie 2021, la miezul nopții, Vibe FM își va schimba formatul de la soft gold la dance și electro cu ocazia parteneriatului încheiat cu festivalul muzică electronică Tomorrowland. Postul își va schimba astfel denumirea în One World Radio.

## Grup media
Grupul media Lagardère a intrat pe piața românească în anul 1996, prin achiziționarea Radio Total Timișoara, redenumit ulterior Radio 21 Timișoara. Trustul operează în România și posturile de radio Europa FM și Radio 21 și este prezent în acționariatul Europe Developpement International România (EDI Romania) și Radio XXI SRL.
În iulie 2007, Lagardère a achiziționat o rețea de radio, folosind o parte din licențe pentru lansarea rețelei Vibe FM.
Vibe FM a fost lansat la data de 7 aprilie 2008, de trustul Lagardère, cu emisie în București și în alte șapte orașe, publicul țintă principal fiind format din tineri cu vârste cuprinse între 15 și 22 de ani. Trustul mai deține și posturile Europa FM și Radio 21 precum și regia de vânzări Radio Regie Music.